# Verona Volley Femminile
Il Verona Volley Femminile è stata una società pallavolistica femminile italiana con sede a Verona.

## Storia della società
Il club macque nel 2009 in seguito all'intenzione della storica società Gaiga, sconfitta nei play-off promozione di Serie B1 2008-09, di disputare il campionato nazionale di A2, in virtù dell'accordo stipulato con la rinunciataria Esperia di Cremona per la cessione del titolo sportivo. La prima squadra della Gaiga, attiva sin dagli anni settanta e presente da oltre un decennio in Serie B, si fuse dunque con altre undici società del veronese, del rodigino e del mantovano per dare vita a un'associazione sportiva che gestisse meglio l'attività semiprofessionistica e quella dei vari settori giovanili.
La società esordì dunque nel campionato cadetto nella stagione 2009-10, a un ventennio dalla scomparsa del Volley Ball Team che aveva sfiorato la promozione in massima serie nel 1989-90 e nel 1990-91. Al termine dell'annata successiva, il club concluse il campionato in ultima posizione retrocedendo in Serie B1 ma, grazie alla collaborazione con il comune di Montichiari, la società venne ripescata per la Serie A2 2011-12, spostando il proprio campo di gioco dal PalaOlimpia di Verona al PalaGeorge di Montichiari.
Nel 2013 la società venne fusa nel Flero cessando di esistere.